# Crvena zvezda Belgrad (koszykówka mężczyzn)
Košarkaški klub Crvena Zvezda Belgrad, serb.  Кошаркашки клуб Црвена звезда - koszykarska sekcja klubu założonego w 1945 roku. W sezonie 2009/2010, Crvena Zvezda bierze udział w rozgrywkach Eurocup.

## Sukcesy
- Košarkaška Liga Srbije (16): 1946, 1947, 1948, 1949, 1950, 1951, 1952, 1953 1954, 1955, 1969, 1972, 1993, 1994, 1998, 2010
- Puchar Serbii (5): 1971, 1973, 1975, 2004, 2006
- Puchar Saporty (1)